# Lara González Ortega
Lara González Ortega (Santa Pola, 1992. február 22. –) világ-és Európa-bajnoki ezüstérmes spanyol válogatott kézilabdázó, 186 cm magas balátlövő, jelenleg a román élvonalbeli Rapid București játékosa.

## Pályafutása
Lara González Ortega 17 évesen hazájában kezdett kézilabdázni, a CB Elche tagja volt 2012-ig. Ekkor 3 évre Franciaországba, a Metz Handball csapatába igazolt. 2015-ben egy szezon erejéig Magyarországon, a Siófok KC-ben játszott. 2016-ban két szezonra aláírt a dániai Team Esbjerghez. A szerződés végeztével nem hosszabbított, visszatért Franciaországba, és az ESBF Besançon játékosa lett. Három szezont követően a Paris 92 ajánlatát fogadta el. 2023 nyarától a román Rapid Bukarest játékosa.
A válogatottban 2013-ban mutatkozott be, és ez év végén bekerült a világbajnokságra utazó keretbe. 2019-ben a világbajnokság döntőjében ezüstérmes lett a válogatottal.